# 페트라 코스타

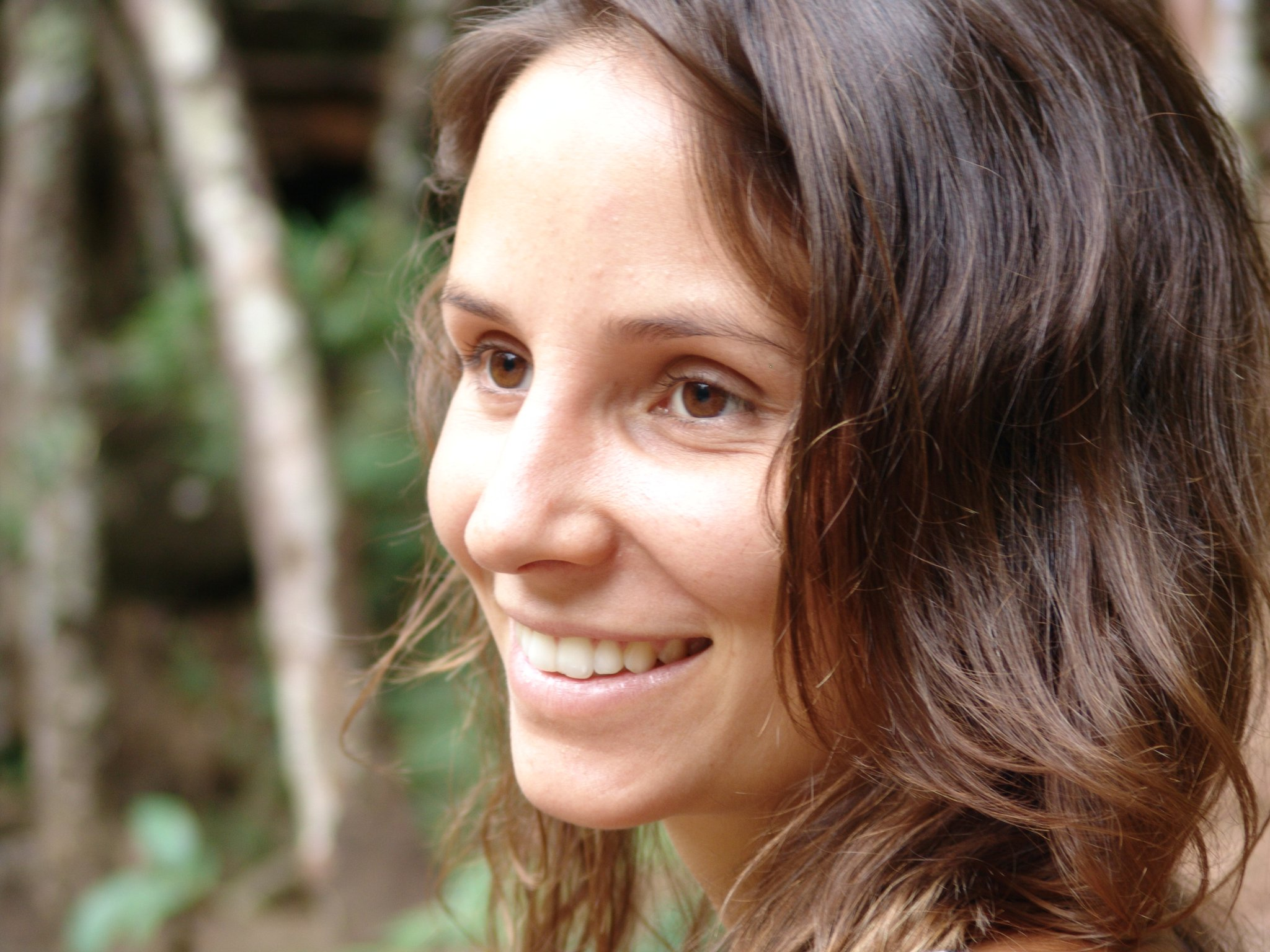

페트라 코스타(Petra Costa, 1983년 7월 8일 ~ )는 브라질의 배우, 영화 감독, 각본가이다.
벨루오리존치에서 태어났다.

## 영화
- 디 엣지 오브 데모크라시 (2018년)
- 노바디스 워칭 (2017년)
- 10개월 (2015년)
- 엘레나 (2012년)
- 언더토우 아이즈 (2009년)